# Tokyo Common Sense
Tokyo Common Senseは、シンガーソングライター松野恭平によるソロプロジェクト。

## 来歴
2005年
黒赤ちゃんのVocal,Guitarとしてデビュー。

（黒赤ちゃんについては黒赤ちゃんのページを参照）

2010年
2月-黒赤ちゃん活動休止。

6月-Tokyo Common Senseとしてソロ活動を開始。

## メンバー
- 松野恭平 Vocal,Guitar,All Instrument

## サポートメンバー
Live
- 楠正省（green note） : Guitar
- 駒崎智子（ミケトロイズ） : Guitar
- キック : Bass
- CHABO（ex 黒赤ちゃん） : Drums

Recording

[Holiday on the Bus]

- 秋場康 Guitar
- 白戸佑輔 Bass

[Internet Sessions]

- Mellow Symphony Vocal
- 大森元気（ex 残像カフェ） Vocal
- 中根大輔（ex 蝉時雨） Vocal
- 戸部隆太（ex aorta） Vocal
- 玉手ゆういち（ラバーキャロッツ,UNIST） Vocal/Guitar
- Tatsuya（START OF THE DAY） Guitar
- 森永伊慈（ヒフカ,ex lliese） Guitar
- 原浩太（トチカ） Guitar
- 持山翔子（Anne） Keyboard
- Yosuke（ex BlueTrike） Keyboard
- 柳沢耕平（ウイリアム） Keyboard
- 山口洋輔（aoyama,フラッシュバックあの人） Bass
- キック Bass
- 池田かすみ（トチカ） Bass
- daiki（VOLOMUSIKS） Bass
- 石倉康司（ex アフォリズム,ホワイトセサミストリート） Sampler
- ももりょう（rabuka）Drums
- 森田哲也（野地裏） Electronic Drums

[Music is Free]

- 秋場康 Guitar
- キック Bass
- ももりょう（rabuka） WAVEDRUM
- 水島岳瑠 Narration

[テニスサークル]

- 秋場康 Guitar
- キック Bass
- ももりょう（rabuka） Drums
- 持山翔子（Anne） Keyboard
- 藤田美帆 Keyboard
- 片桐慶久（野地裏） Keyboard

[Summer Fool]

- 原浩太（ex 秋暮れに蛍） Guitar
- 赤井隆紀（ex 秋暮れに蛍） Guitar
- 佐藤奈積（ミケトロイズ） Bass

[灯台アルバム]

- 楠正省（green note） Guitar
- 駒崎智子（ミケトロイズ） Guitar
- キック Bass
- CHABO（ex 黒赤ちゃん） Drums

[野生のなまはげ soundtrack]

- 楠正省（green note） Guitar
- 駒崎智子（ミケトロイズ） Whisper Voice
- キック Bass
- 小谷明 Bass, Synthesizer
- 市蔵 Programming
- 鴨下智也（0℃ PARADE） Drums, Drums Programming

## ディスコグラフィー

### CD
1. テニスサークル（2012年9月19日）
  1. Moon
  2. アジアンビューティー
  3. 11
  4. Etude for Separated Drums
  5. Mestre
  6. 3000 Pictures
  7. Crazy!Crazy!Crazy!
  8. KAO

### 配信限定
1. ワンマンショー（2010年6月5日）
  1. やさしい飛行機
  2. Wing Sing Lane
  3. 東京サンセット
  4. ナンセンスダディ アンド ハイスピードダディ
  5. 時計の針は僕のもの
  6. 足跡 (Recorded in 2001)
  7. くるみ割り人間 (Recorded in 2001)
  8. 夜がくるよ
  9. Wing Sing Lane 2
  10. 全世界同時サンセット
2. バースデイ Ver.9（2010年9月16日）
  1. バースデイ Ver.9
3. Holiday on the Bus（2011年2月8日）
  1. Holiday on the Bus
  2. 夕闇とシャドー
4. Internet Sessions（2011年8月10日）
  1. Smile!
  2. 孤独なんて吹き飛ばせるさ
  3. Smile! (Great Members)
  4. 孤独なんて吹き飛ばせるさ (Instrumental)
5. カマンベール（2011年12月24日）
  1. カマンベール
6. Music is Free（2012年8月18日）
  1. Music is Free
7. Summer Fool（2013年5月10日）
  1. Summer Fool
  2. Summer Fool(Youthful Members)
8. War is Over（2014年11月12日）
  1. War is Over
9. Thank you my friends（2016年12月31日）
  1. Thank you my friends
  2. Thank you my friends (instrumental)